# Teuvo Pakkala
Teuvo Pakkala (Oulu, 1862. április 9. – Kuopio, 1925. május 17.) eredeti nevén Teodor Oskar Johaninpoika Frosterus, finn író, drámaíró, költő, nyelvtanár, újságíró és nyelvész volt, valamint filmdramaturg és -rendező. Pakkalát az 1880-as és 1890-es évek realistái közé sorolják, gyakran naturalistaként is említik. Pakkala remekeiben szépek a gyermekleírások.
A finn irodalom e Minna Canth mellett talán legjelentősebb urbán realistája közelről, sőt megélve figyelte meg az iparosodás korszakának oului történéseit. Oulu az 1870-es, illetve 1880-as években lendületes iparosodása révén a finn kultúra egy bizonyos központjává emelkedett. Dinamikus gazdasága tőkét, üzleti tevékenységet és munkaerőt vonzott magához, a vidékről áramló népesség pedig gyorsan város széli, sokgyermekes szegény réteget képzett. E nagyban falusias életvitelű, bár városiasodó réteget Pakkala beleéléssel s éles meglátással ábrázolja.

## Magyarul
- A fiús lány; ford. Kádár György, Kádár Zoltán; Magyar a Magyarért Alapítvány–Kapu Könyvek, Bp., 2007

## Fordítás
- Ez a szócikk részben vagy egészben  a   Sivun ”Teuvo Pakkala” című finn Wikipédia-szócikk ezen változatának fordításán alapul.  Az eredeti cikk szerkesztőit annak laptörténete sorolja fel. Ez a jelzés csupán a megfogalmazás eredetét és a szerzői jogokat jelzi, nem szolgál a cikkben szereplő információk forrásmegjelöléseként.